# Antonio Sbardella
Antonio Sbardella (Palestrina, 1925. október 17. – Róma, 2002. január 14.) olasz nemzetközi labdarúgó-játékvezető. Egyéb foglalkozása a Közmunkaügyi Minisztérium tisztségviselője.

## Pályafutása

### Labdarúgóként
Lakóhelyének környezete a labdarúgó sport irányába terelte. Kapusként játszott kisebb amatőrcsapatokban, amikor 1948-ban egy súlyos sérülés miatt megszakadt játékos pályafutása.

### Nemzeti játékvezetés
A játékvezetői vizsgát 1951-ben tette le. A küldési gyakorlat szerint rendszeres partbírói tevékenységet is végzett. 1959-ben lett az I. Liga játékvezetője. 1960-as és 1970-es években Concetto Lo Bellóval a legjobb két játékvezetőként tevékenykedett. A nemzeti játékvezetéstől 1971-ben vonult vissza. Első ligás mérkőzéseinek száma: 167.

#### Mérkőzései az NBI-ben
| Időpont          | Helyszín             | Mérkőzés   | Eredmény | Nézők száma |
| ---------------- | -------------------- | ---------- | -------- | ----------- |
| 1964. július 19. | Népstadion, Budapest | Újpest–FTC | 4 : 2    | 85 000      |

#### Nemzeti kupamérkőzések
Vezetett kupadöntők száma: 2.

##### Olasz labdarúgókupa
| Időpont         | Helyszín                        | Mérkőzés típusa | Mérkőzés                    | Eredmény |
| --------------- | ------------------------------- | --------------- | --------------------------- | -------- |
| 1963. június 2. | Giuseppe Meazza Stadion, Milánó | döntő           | Atalanta BC–Torino FC       | 3 – 1    |
| 1966. május 19. | Olimpiai Stadion, Róma          | döntő           | ACF Fiorentina–US Catanzaro | 2 – 1    |

### Nemzetközi játékvezetés
Az Olasz labdarúgó-szövetség Játékvezető Bizottsága (JB) terjesztette fel nemzetközi játékvezetőnek, a Nemzetközi Labdarúgó-szövetség (FIFA) 1964-től tartotta nyilván bírói keretében. A FIFA JB központi nyelvei közül a franciát beszélte. Több nemzetek közötti válogatott és klubmérkőzést vezetett, vagy működő társának partbíróként segített. 1970. február 14-én - a világhírű Concetto Lo Belloval szemben - őt jelölte a FIFA JB , a Mexikóban működő harmincas játékvezetői keretbe. Az olasz nemzetközi játékvezetők rangsorában, a világbajnokság-Európa-bajnokság sorrendjében többedmagával a 9. helyet foglalja el 9 találkozó szolgálatával. Az aktív nemzetközi játékvezetéstől 1971-ben búcsúzott. Vezetett válogatott mérkőzéseinek száma: "A" minősítés: 12, "B" minősítés: 1

#### Labdarúgó-világbajnokság
A labdarúgó-világbajnokság döntőjéhez vezető úton Angliában a VIII., az 1966-os labdarúgó-világbajnokságra és Mexikóba a IX., az 1970-es labdarúgó-világbajnokságra a FIFA JB bíróként foglalkoztatta. 1970-ben a torna legjobb bírójának választották (esélyes volt a döntő mérkőzés vezetésére). A FIFA JB elvárása szerint, ha nem vezetett, akkor partbíróként tevékenykedett. Két csoportmérkőzésen kapott partbírói feladatot. Világbajnokságon vezetett mérkőzéseinek száma: 2 + 2 (partbíró).

##### 1966-os labdarúgó-világbajnokság

###### Selejtező mérkőzés
| Időpont            | Helyszín                    | Mérkőzés típusa                             | Mérkőzés         | Eredmény | Nézők száma |
| ------------------ | --------------------------- | ------------------------------------------- | ---------------- | -------- | ----------- |
| 1965. április 11.  | Qemal Stafa Stadion, Tirana | előselejtező (5. csoport)                   | Albánia–Svájc    | 0 : 2    | 27 291      |
| 1965. november 10. | Ramat Gan Stadion, Tel-Aviv | előselejtező (1. csoport)                   | Izrael–Belgium   | 0 : 5    | 48 355      |
| 1965. december 29. | Comunale Stadion, Firenze   | előselejtező harmadik mérkőzés (1. csoport) | Bulgária–Belgium | 2 : 1    | 11 659      |

##### 1970-es labdarúgó-világbajnokság

###### Selejtező mérkőzés
| Időpont           | Helyszín                  | Mérkőzés típusa           | Mérkőzés            | Eredmény | Nézők száma |
| ----------------- | ------------------------- | ------------------------- | ------------------- | -------- | ----------- |
| 1969. április 16. | Karaiskaki Stadion, Athén | előselejtező (1. csoport) | Görögország–Románia | 2 : 2    | 37 039      |

###### Világbajnoki mérkőzés
| Időpont          | Helyszín                    | Mérkőzés típusa              | Mérkőzés       | Eredmény | Nézők száma |
| ---------------- | --------------------------- | ---------------------------- | -------------- | -------- | ----------- |
| 1970. június 2.  | Guanajuato Stadion, León    | csoportmérkőzés (4. csoport) | Peru– Bulgária | 3 : 2    | 14 000      |
| 1970. június 20. | Azteca Stadion, Mexikóváros | bronz találkozó              | NSZK–Uruguay   | 1 : 0    | 104 000     |

#### Labdarúgó-Európa-bajnokság
Az európai-labdarúgó torna döntőjéhez vezető úton Olaszországba a III., az 1968-as labdarúgó-Európa-bajnokságra és Belgiumba a IV., az 1972-es labdarúgó-Európa-bajnokságra az UEFA JB játékvezetőként foglalkoztatta.

##### 1968-as labdarúgó-Európa-bajnokság

###### Selejtező mérkőzés
| Időpont            | Helyszín                          | Mérkőzés típusa           | Mérkőzés                    | Eredmény | Nézők száma |
| ------------------ | --------------------------------- | ------------------------- | --------------------------- | -------- | ----------- |
| 1967. október 22.  | Bernabéu Stadion, Madrid          | előselejtező (1. csoport) | Spanyolország–Csehszlovákia | 2 : 1    | 40 000      |
| 1967. december 17. | Nacional Do Jamor Stadion, Oeiras | előselejtező (2. csoport) | Portugália–Bulgária         | 0 : 0    | 20 000      |

##### 1972-es labdarúgó-Európa-bajnokság

###### Selejtező mérkőzés
| Időpont          | Helyszín                        | Mérkőzés típusa           | Mérkőzés       | Eredmény | Nézők száma |
| ---------------- | ------------------------------- | ------------------------- | -------------- | -------- | ----------- |
| 1971. február 3. | Maurice Dufrasne Stadion, Liège | előselejtező (5. csoport) | Belgium–Skócia | 3 : 0    | 25 000      |

#### Nemzetközi kupamérkőzések
Vezetett kupadöntők száma: 1.

##### Vásárvárosok kupája
Az UEFA JB nemzetközi szakmai munkáját elismerve megbízta a döntő irányításával. A tornasorozat 16. döntőjének – 4. olasz – bírója.
| Időpont             | Helyszín                   | Mérkőzés típusa | Mérkőzés                          | Eredmény | Nézők száma |
| ------------------- | -------------------------- | --------------- | --------------------------------- | -------- | ----------- |
| 1967. szeptember 6. | Elland Road Stadion, Leeds | második döntő   | Leeds United FC–GNK Dinamo Zagreb | 0 : 0    | 35 604      |

## Sportvezetőként
Aktív játékvezetői pályafutását befejezve 1974-ig az SS Lazio sportigazgatója. 1983-ig AS Roma sportvezetője. Az Olasz Labdarúgó-szövetség keretében 10 évig volt elnöke az  Amatőr Nemzeti Bajnokságnak.

## Sikerei, díjai
- Az Olasz Labdarúgó-szövetség 1966-ban játékvezetői sportmunkájának elismeréseként, a Dr. Giovanni Mauro alapítvány díjával jutalmazta.
- 1970-ben a világbajnokság legjobb bírójának választották és megkapta az arany síp elismerést.